# Елена и тајна Авалора
Елена и тајна Авалора (енгл. Elena and the Secret of Avalor) је амерички рачунарски-анимирани мјузикл фантастично-авантуристички кросовер телевизијски филм између серија Софија Прва и Елена од Авалора, који се дешава пре радње из друге серије. Представља 25. епизоду треће сезоне серије Софија Прва и 74. епизоду серије Елена од Авалора. Премијера је била 20. новембра 2016. године на каналима Disney Channel и Disney Junior. Извршни продуцент и режисер филма је Џејми Мичел, а Крег Гербер је извршни продуцент и сценариста. Филм је номинован за награду Еми за најбољу анимирану серију Телевизијске академије.
Филм је у Србији приказан 3. априла 2020. године на стриминг услузи HBO Go, синхронизован на српски језик. Синхронизацију је радио студио Студио. Филм је приказан у склопу треће сезоне серије Софија Прва, подељен у три епизоде.

## Улоге
| Лик               | Оригинални глас   | Српски глас                                                |
| ----------------- | ----------------- | ---------------------------------------------------------- |
| Елена             | Ејми Кареро       | Снежана Јеремић Нешковић                                   |
| Луиза             | Џулија Вера       | Снежана Јеремић Нешковић                                   |
| Рафа              | Ана Оритс         | Снежана Јеремић Нешковић                                   |
| Џејмс             | Тајлер Мерна      | Снежана Јеремић Нешковић                                   |
| Софија            | Аријел Винтер     | Јована Јеловац Цавнић (говор) Меланија Миленковић (певање) |
| краљица Миранда   | Сара Рамирез      | Јована Јеловац Цавнић (говор)                              |
| Шурики            | Џејн Фонда        | Андријана Оливерић                                         |
| Амбер             | Дарси Роуз Бирнс  | Андријана Оливерић (говор)                                 |
| Флора             | Барбара Диркинсон | Андријана Оливерић                                         |
| Армандо           | Рејчел Метјуз     | Милан Тубић                                                |
| Краљ Рунард       | Џо Нанез          | Срђан Чолић                                                |
| Скајлар           | Каролс Алазраки   | Милан Тубић                                                |
| краљ Роналд Други | Тревис Вилингем   | Милан Тубић                                                |
| Матео             | Алан Тудик        | Милан Антонић                                              |
| Алаказар          | Андре Соглијузо   | Милан Антонић                                              |
| канцелар Естебан  | Кристијан Ланц    | Марко Марковић                                             |
| Франциско         | Емилијано Дијез   | Марко Марковић                                             |
| Зузо              | Кит Фергусон      | Марко Марковић                                             |
| Изабела           | Џена Ортега       | Ивана Тењовић                                              |
| Луна              | Ивет Никол Браун  | Ивана Тењовић (говор)                                      |
| Мигс              | Крис Парнел       | Александар Сребрић                                         |